# Diez en Ibiza
Diez en Ibiza es una serie de televisión, emtida por TVE en 2004. 

## Argumento
Ángel y Bego y Ramón y Carmen son dos matrimonios de clase media que tras un golpe de suerte, consiguen el dinero suficiente para cumplir el sueño de su vida: Pasar un año sabático en un velero en aguas de la isla de Ibiza. Se trasladan con sus respectivos hijos, aunque la convivencia de las dos familias se mostrará más complicada de lo previsto inicialmente.

## Reparto
- Ángel de Andrés López ... Ángel
- Ramón Langa ... Ramón
- Cristina Higueras ... Carmen
- Emma Ozores ... Begoña
- Lidia San José ... Alex
- Iván Hermés ... Hugo
- Fernando Ramallo ... Coque
- Blanca Jara ... Alicia
- Tita Planells ... María
- Elena de Frutos ... Elena
- Goyo González
- Lucía Djassi ... Mara
- Whalfryd Cruz ... Jerónimo
- Rafael Castejón ... Jeque
- Jorge Del Río ... Pol
- Juan Lombardero ... Tiburón Blanco

## Episodios y audiencias
| Temporada | Temporada | Episodios | Estreno            | Final                | Audiencia media | Audiencia media | Audiencia media |
| Temporada | Temporada | Episodios | Estreno            | Final                | Espectadores    | Cuota           |                 |
| --------- | --------- | --------- | ------------------ | -------------------- | --------------- | --------------- | --------------- |
|           | 1         | 11        | 31 de mayo de 2004 | 10 de agosto de 2004 | 1 974 000       | 15,3%           |                 |

### Temporada 1: 2004
| N.º (serie) | N.º (temp.) | Título                               | Fecha de emisión     | Audiencia         |
| ----------- | ----------- | ------------------------------------ | -------------------- | ----------------- |
| 1           | 1           | «Un año sabático»                    | 31 de mayo de 2004   | 3 284 000 (19,9%) |
| 2           | 2           | «Conspiración a bordo»               | 7 de junio de 2004   | 2 639 000 (16,2%) |
| 3           | 3           | «La guerra de las galletas»          | 28 de junio de 2004  | 2 269 000 (15,3%) |
| 4           | 4           | «Superman en Ibiza»                  | 28 de junio de 2004  | 2 108 000 (16,9%) |
| 5           | 5           | «Tremendo güateque»                  | 5 de julio de 2004   | 2 086 000 (14,9%) |
| 6           | 6           | «¡Todos al diván!»                   | 12 de julio de 2004  | 1 910 000 (13,6%) |
| 7           | 7           | «La más loca aventura jamás contada» | 19 de julio de 2004  | 1 648 000 (12,1%) |
| 8           | 8           | «Cariño, yo nunca te mentiría»       | 3 de agosto de 2004  | 1 626 000 (13,7%) |
| 9           | 9           | «Enorme tentación»                   | 3 de agosto de 2004  | 1 535 000 (18,3%) |
| 10          | 10          | «La muerte juega a los chinos»       | 10 de agosto de 2004 | 1 666 000 (14,5%) |
| 11          | 11          | «Misterios de amor y sexo»           | 10 de agosto de 2004 | 948 000 (13,5%)   |